# رامین کریملو
رامین کریملو (زاده ۱۹ سپتامبر ۱۹۷۸ تهران) خواننده و بازیگر ایرانی-کانادایی است.
او ستاره پرطرفدار نمایش موزیکال معروف لندن به نام عشق هرگز نمی‌میرد، و همچنین چهره زیر ماسک ترسناک (شبح) نمایش موزیکال شبح اپرا بوده‌است.

## زندگی‌نامه
او در ۱۹ سپتامبر ۱۹۷۸ (۲۸ شهریور ۱۳۵۷) در تهران زاده شد. خانواده او پس از ترک ایران و سه سال اقامت در ایتالیا خود را به انتاریو در کانادا رساندند. آن‌ها ابتدا در پیتربورو زندگی می‌کردند و بعدها به شهر ایرانی‌نشینِ ریچموند هیل رفتند.
رامین ابتدا علاقهٔ خاصی به تئاتر نداشت، اما در ۱۲ سالگی برخلاف تمایلش از طرف مدرسه به نمایش شبح اپرا رفت و همان‌جا عاشق تئاتر و عاشق این نمایش به‌طور مشخص شد. او می‌گوید لحظه‌ای که دیده کالم ویلکینسون، بازیگر معروف شبح در آن سال‌ها، تعظیم معروفش را انجام داده، رامین ناگهان با خودش فکر کرده: «من هم دوست دارم همین کار را بکنم». او تا پایان سال ۱۹۹۴ میلادی ۱۰ بار به دیدن نمایش «شبح اپرا» رفت.
وی در ۱۷ سالگی با دروغ گفتن دربارهٔ سنش، خود را به گروه موسیقی «روی کشتی» رساند و دو سال روی دریاهای جهان در این گروه برنامه اجرا کرد، و در همان حال نیز هر شب در کابینش، آثار استانیسلاوسکی و استراسبورگ را می‌خواند تا بتواند بالاخره به رویاهای تئاتری خود برسد. او در لندن، آنقدر از این نمایش به آن نمایش رفت تا بالاخره دو هفته قبل از تولد ۲۵ سالگیش، نقش فرعی (رائول) را در نمایش «شبح اپرا» به او دادند. این بازی او را در لندن نگاه داشت و طولی نکشید که بالاخره در عین جوانی موفق شد یکی از خواستنی‌ترین نقش‌های عالم نمایش را تصاحب کند و برای سال‌ها در تئاتر «علیاحضرت» نقش آن شبحی را که از ۱۲ سالگی عاشقش شده بود، بازی کند.
سپس آندرو لوید وبر، آهنگساز و کارگردان شبح اپرا، کریملو را به عنوان بازیگر اصلی «عشق هرگز نمی‌میرد»، که دنباله «شبح اپرا» است، انتخاب کرد. آخرین اجرای رامین در «شبح اپرا» در ۷ نوامبر ۲۰۰۹ بود. او در شصتمین مراسم انتخاب دختر شایسته جهان که در لندن برگزار شد، بر روی صحنه اجرایی را برگزار کرد و مورد تشویق قرار گرفت. کریملو تاکنون برای اجرای اپرایی خود در دو نمایش موزیکالی که به آن‌ها اشاره شد برنده جوایزی نیز شده‌است. وی هم‌چنین علاوه بر بازیگری تئاترهای موزیکال، فعالیت حرفه‌ای موسیقایی خود را با گروه موزیکال Les Misérables (بینوایان) آغاز کرده‌است. رامین کریم‌لو در پروژه موسیقایی Les Misérables (بینوایان) نقش ژان والژان را اجرا می‌کند.